# Konståret 1909

## Händelser

### Mars
- 3 mars - Konstnärsgruppen De unga, med bland andra Isaac Grünewald, framträder i en uppmärksammad konstutställning [1]. Utställarna är 1909 års män, alla i 20-årsåldern, och säger sig vara lärjungar till Matisse [2].
- 14 mars - Det svenska Riksförbundet mot osedlighet i litteratur, press och bild konstitueras vid ett opinionsmöte i Stockholm [3] med målet att höja sedligheten inom alla samhällsklasser [2].
- mars - Den första etsningskursen i Konstakademiens regi med Tallberg som lärare startar.

### Okänt datum
- Sammanslutning Konstnärsringen bildas i Stockholm
- Ångermanlands hemslöjdsförening bildades.
- Statens Kunstakademi grundades i Oslo.

## Verk

### Byggnadsverk
- Mariestads stationshus, ritat i jugendstil av Lars Kellman, står klart.

## Utställningar
- De Unga har sin första utställning, vilket räknas som modernismens genombrott i Sverige.

## Födda
- 16 januari - Clement Greenberg (död 1994), amerikansk konstkritiker.
- 6 mars - Ebba Hedqvist (död 2001), svensk konstnär och skulptör.
- 16 mars - Fred Ockerse (död 1992),  svensk reklamkonsulent, illustratör och målare.
- 16 mars - Erik Öhlin (död 1977), svensk konstnär, grafiker, tecknare och textilkonstnär.
- 6 maj - Torsten Billman (död 1989), svensk konstnär.
- 15 maj - Rolf von Nauckhoff (död 1968), svensk-tysk skådespelare och konstnär.
- 27 maj - Astrid Sampe (död 2002), svensk textilkonstnär.
- 30 maj - Gösta Werner (död 1989), svensk konstnär.
- 26 juni - Wolfgang Reitherman (död 1985), amerikansk animatör.
- 20 juli - Nanny Nygren-Biró (död 2007), svensk konstnär.
- 12 september - Gus Leander (död 1980), svensk affisch och reklamtecknare.
- 18 september - Lindorm Liljefors (död 1985), svensk konstnär.
- 2 oktober - Sten Ericson (död 2001), svensk skulptör.
- 3 oktober - Lisbet Jobs-Söderlundh (död 1961), svensk keramiker och textilkonstnär.
- 9 oktober - Erik Sand (död 1997), svensk skulptör.
- 22 oktober - Stig Åsberg (död 1968), svensk grafiker, tecknare och bokillustratör.
- 28 oktober - Francis Bacon (död 1992), född i Dublin, målare.
- 10 november - Endre Nemes (död 1985), svensk konstnär.
- 15 november - Lauritz Falk (död 1990), svensk skådespelare, regissör, sångare och konstnär.
- 24 december - Olle Nyman (död 1999), svensk målare, skulptör.

## Avlidna
- 2 januari - Ivar Arosenius (född 1878), svensk konstnär och bilderboksförfattare.
- 15 januari - Eva Bonnier (född 1857), svensk konstnär.
- 20 februari – Paul Ranson (född 1864), fransk målare.
- 16 mars – Fredrik Liljeblad (född 1833), svensk konstnär.
- 22 juni – Edward John Gregory (född 1850), brittisk målare.
- 21 november - Peder Severin Krøyer (född 1851),  dansk-norsk konstnär.
- 7 december – Harald Torsslow (född 1838), svensk skådespelare, operasångare och konstnär.

### Fotnoter
1. ↑  Hundra år i Sverige - 1909, Hans Dahlberg, Albert Bonniers, 1999
2. 1 2  Sverige 1900-talet – 1909, NE, Bra Böcker, 2000
3. ↑  20:e århundrades När Var Hur - 1909, Bernt Himmelstedt, Forum, 1999